# 達克·奇特漢
阿道爾夫·安東尼·奇特漢(Adolphus Anthony Cheatham)，以達克·奇特漢(Doc Cheatham)的名稱更為人所熟知。 (1905年6月13日–1997年6月2日) 是爵士音樂的小號手、歌手以及爵士樂隊首席領班(Bandleader)。自1920年代開始，便在許多頂尖的爵士樂團體裡擔任重要的角色，隨著歲月的增長，奇特漢的創作力益加旺盛。他本人也同意樂評的意見，他最好的作品是在七十歲以後所創作出來的。